# گئورگی تاراتورکین
گئورگی تاراتورکین (روسی: Георгий Георгиевич Тараторкин؛ ۱۱ ژانویهٔ ۱۹۴۵ – ۴ فوریهٔ ۲۰۱۷) یک هنرپیشه اهل اتحاد جماهیر شوروی سوسیالیستی بود.
از فیلم‌ها یا برنامه‌های تلویزیونی که وی در آن نقش داشته است می‌توان به جنایت و مکافات اشاره کرد.